# حفش ألماني
حفش ألماني (الاسم العلمي Acipenser ruthenus) ، نوع من فصيلة الحفش يكثر في المياه الألمانية، وكذلك يتواجد في بحر قزوين وبحر آزوف والبحر الأسود وأنهار سيبيريا. وهو أصغر جثة من حفش المتوسط. يستخرج الصعتر والغرا.
يبلغ وزنه حوالي 16 كجم، ويطول من 100 إلى 125 سم.